# Автодеструктивное искусство

Инсталляция Густава Мецгера. 2010 год

Автодеструктивное искусство — направление современного искусства, воссоздающее выразительными средствами разрушения, которые приносит война. Зародилось в 1960-х годах в Великобритании благодаря усилиям переехавшего в Лондон немецкого художника Густава Мецгера, желавшего выразить в своих работах ужасы разрушений Второй мировой войны. Термин автодеструктивное искусство впервые появился в 1962 году, в статье «Machine, Auto-Creative and Auto-Destructive Art» в журнале Ark.
Согласно манифесту Мецгера, автодеструктивное искусство это «последнее отчаянное подрывное политическое оружие, атака на капиталистическую систему, а также атака на арт-дилеров и коллекционеров, которые используют современное искусство ради выгоды».

## История
Движение возникло после Первой и Второй мировых войн. До Первой мировой войны художники очень традиционно подходили к искусству с помощью холста и краски. Как видно из импрессионизма и экспрессионизма, произведения искусства до войны были вдохновлены повседневной жизнью. После Первой мировой войны художники начали внедрять новые стили искусства, в которых использовались разные техники. Кубизм и дадаизм были в основе этих новых выразительных методов. Автодеструктивное искусство следует этим новым методам, беря повседневные предметы и причиняя им урон. Деструктивное искусство похоже на дадаизм в том, что оно отвергает предыдущие концепции, чтобы не только пересмотреть искусство, но и пролить свет на проблемы времени. Несмотря на то, что автодеструктивное направление похоже на дадаизм, это было своё собственное независимое движение, со своим стилем.

## Формирование
Автодеструктивное искусство находилось под сильным влиянием Второй мировой войны. После большого количества жертв и массовых разрушений люди во всём мире были в отчаянии. В отличие от Первой мировой войны, Вторая мировая война оказала более сильное влияние на мир искусства, это обуславливается использованием более разрушительных видов вооружения, таких как авиация и ядерное оружие. Масштабы жертв и разрушений вдохновляли художников подходить к искусству, используя новые средства, такие как коррозия, прессование и плавка. Автодеструктивное искусство представляет войну и её жертв. Иногда для большей реальности и выразительности работ художники обращались к технологам и инженерам.

## Цель
Цель направления состояла в том, чтобы привлечь внимание к разрушению прежних идеалов. Политика была важной движущей силой художников автодеструктивного искусства. В своих интервью Мецгер выражал неприязнь к политике и коммерциализации искусства.. Он идёт вразрез с идеей эгоцентризма в художественном мире. Мецгер считал, что для того, чтобы пролить свет на коррупцию в политике, он должен убрать себя и свои работы из искусства. Он даже заявляет в своём манифесте, что «автодеструктивное искусство отражает компульсивный перфекционизм производства оружия — полировки до точки разрушения». Многие художники направления хотели уйти от массового производства и коммерциализации.

## Художники
Густав Мецгер вырос во время Холокоста, что сильно отразилось на его творчество. В 1943 году он потерял своих родителей в результате нападений нацистов. В одном из интервью он сказал: «Столкновение с нацистами и полномочиями нацистского государства окрасило мою жизнь как художника». В своих работах он провоцирует повреждение произведения искусства, символизируя тем самым уничтожение человечества. На поздних этапах творчества Мецгер использовал своё искусство, чтобы высказаться против насилия, которое люди совершают друг против друга и против природы. В своей работе 2009 года «Летящие деревья» Мецгер вырвал корни и перевернул ряд деревьев, чтобы символизировать человеческую жестокость по отношению к миру природы.
Ещё одним влиятельным разрушительным художником был Джон Латам. Латам интересовался «временностью» и «разрушением по времени». Его самым узнаваемым произведением были «Skoob Tower Ceremonies». Латам использовал стопки книг для создания башен, которые он затем поджигал. Эти инсталляции была неоднозначными из-за того факта, что в своё время костры из книг устраивали нацисты. Латам отметил, что он не против содержания в книгах, а скорее против идеи, что книги являются единственным источником знаний.
Художник Жан Тенгели был также влиятельной фигурой в деструктивном искусстве. В своих работах Тенгели хотел сосредоточиться на «дематериализации», создавая машины, которые в конечном итоге уничтожат себя.

## Материалы
В своих работах Мецгер использовал кирпичи, ткань и другие предметы в качестве основы. Затем он использовал несколько типов разрушающих материалов, таких как кислота или огонь, дабы создать разрушение. Для одной из своих работ Мецгер использовал нейлоновый лист, а затем вылил на него соляную кислоту. Художник позже отметил, что, хотя кислота и разрушает лист, она также создаёт и формы. У этого произведения не было названия, однако он воссоздал его о в 2004 году в рамках выставки «Искусство и шестидесятые: это было завтра», в галерее Тейт. Другие художники использовали в творчестве повседневные предметы, таких как книги и прочее.

## Влияние
Одним из результатов автодеструктивного искусства стало проведение мероприятия «Destruction in Art Symposium» в Лондоне с 9 по 11 сентября 1966 года. Симпозиум собрал художников различных направлений со всего мира. Одним из значительных выступлений на этом мероприятии была инсталляция Йоко Оно «Отрежь кусок». В этом произведении, представленном позже в Музее современного искусства в 1971 году, Оно села и разрешила зрителям срезать кусочки её одежды. Разрешение аудитории срезать её одежду не только представляло уязвимость женщин, но также разрушало традиционные отношения между зрителем и художником.
Мецгер был против системы арт-дилеров и стремился обеспечить государственное финансирование автодеструктивного искусства, однако это не всегда удавалось. Он также был против торговли искусством, потому что, считал что дилеры не были заинтересованы в «фундаментальных технических изменениях в искусстве».